# Charles Howard, II conte di Berkshire
Charles Howard (1615 – Parigi, aprile 1679) è stato un nobile inglese.

## Biografia
Era il figlio di Thomas Howard, I conte di Berkshire e della moglie Lady Elizabeth Cecil.
Fu un pari d'Inghilterra avendo come Visconte Andover, titolo mantenuto dal 1626 al 1669.
Venne creato cavaliere dell'ordine del bagno nel 1626. Fu eletto membro del parlamento per l'Oxford nel 1640 ma non prese mai il posto avendo ricevuto precedentemente il permesso di sedere nella camera dei lords.
Il 10 aprile 1637 sposò Dorothy Savage, figlia di Thomas Savage, I visconte Savage. La coppia ebbe una figlia:
- Anne (c.1650-19 settembre 1682) che morì senza figli[1].

Fu sostenitore dei reali e fu sergente maggiore della cavalleria nel 1643; fu inoltre Gentleman of the Bedchamber dell'esiliato Carlo II d'Inghilterra dal 1658 al 1660.
Successe a suo padre come conte di Berkshire nel 1669. Essendo un influente membro della nobiltà cattolica, e strenuo difensore del duca di York, Howard finì incolpato come il cugino William Howard, I visconte Stafford di aver aderito al Complotto papale. Per evitare che la sua posizione sfociasse in un'esplicita accusa di tradimento, fuggì nel 1678 dall'Inghilterra da cui non fece più ritorno. Morì in esilio a Parigi l'anno seguente.
Non avendo avuto figli maschi, venne chiamato a succedergli il fratello Thomas.

## Ascendenza
|                                       |                                 |                                  | Genitori                                 |  |  | Nonni |  |  | Bisnonni                          |  |  | Trisnonni                         |  |
|                                       |                                 |                                  |                                          |  |  |       |  |  | Thomas Howard, IV duca di Norfolk |  |  | Henry Howard, III conte di Surrey |  |
|                                       |                                 |                                  |                                          |  |  |       |  |  | Thomas Howard, IV duca di Norfolk |  |  | Henry Howard, III conte di Surrey |  |
|                                       |                                 | Frances de Vere                  |                                          |  |  |       |  |  | Thomas Howard, IV duca di Norfolk |  |  |                                   |  |
| Thomas Howard, I conte di Suffolk     |                                 |                                  |                                          |  |  |       |  |  | Thomas Howard, IV duca di Norfolk |  |  |                                   |  |
|                                       |                                 | Margaret Audley                  | Thomas Audley, I barone Audley di Walden |  |  |       |  |  |                                   |  |  |                                   |  |
|                                       |                                 | Margaret Audley                  | Thomas Audley, I barone Audley di Walden |  |  |       |  |  |                                   |  |  |                                   |  |
|                                       |                                 | Margaret Audley                  | Elizabeth Grey                           |  |  |       |  |  |                                   |  |  |                                   |  |
| Thomas Howard, I conte di Berkshire   |                                 | Margaret Audley                  |                                          |  |  |       |  |  |                                   |  |  |                                   |  |
|                                       |                                 | Henry Knyvett                    | Henry Knyvett                            |  |  |       |  |  |                                   |  |  |                                   |  |
|                                       |                                 | Henry Knyvett                    | Henry Knyvett                            |  |  |       |  |  |                                   |  |  |                                   |  |
|                                       |                                 | Henry Knyvett                    | Anne Pickering                           |  |  |       |  |  |                                   |  |  |                                   |  |
| Katherine Knyvett                     |                                 | Henry Knyvett                    |                                          |  |  |       |  |  |                                   |  |  |                                   |  |
|                                       |                                 | Elizabeth Stumpe                 | James Stumpe                             |  |  |       |  |  |                                   |  |  |                                   |  |
|                                       |                                 | Elizabeth Stumpe                 | James Stumpe                             |  |  |       |  |  |                                   |  |  |                                   |  |
|                                       |                                 | Elizabeth Stumpe                 | Bridget Bayntun                          |  |  |       |  |  |                                   |  |  |                                   |  |
| Charles Howard, II conte di Berkshire |                                 | Elizabeth Stumpe                 |                                          |  |  |       |  |  |                                   |  |  |                                   |  |
|                                       | Thomas Cecil, I conte di Exeter | William Cecil, I barone Burghley |                                          |  |  |       |  |  |                                   |  |  |                                   |  |
|                                       | Thomas Cecil, I conte di Exeter | William Cecil, I barone Burghley |                                          |  |  |       |  |  |                                   |  |  |                                   |  |
|                                       | Thomas Cecil, I conte di Exeter | Mary Cheke                       |                                          |  |  |       |  |  |                                   |  |  |                                   |  |
| William Cecil, II conte di Exeter     | Thomas Cecil, I conte di Exeter |                                  |                                          |  |  |       |  |  |                                   |  |  |                                   |  |
|                                       |                                 | Dorothy Neville                  | John Neville, IV barone Latimer          |  |  |       |  |  |                                   |  |  |                                   |  |
|                                       |                                 | Dorothy Neville                  | John Neville, IV barone Latimer          |  |  |       |  |  |                                   |  |  |                                   |  |
|                                       |                                 | Dorothy Neville                  | Lucy Somerset                            |  |  |       |  |  |                                   |  |  |                                   |  |
| Elizabeth Cecil                       |                                 | Dorothy Neville                  |                                          |  |  |       |  |  |                                   |  |  |                                   |  |
|                                       |                                 | William Drury                    | Robert Drury                             |  |  |       |  |  |                                   |  |  |                                   |  |
|                                       |                                 | William Drury                    | Robert Drury                             |  |  |       |  |  |                                   |  |  |                                   |  |
|                                       |                                 | William Drury                    | Ethelreda Rich                           |  |  |       |  |  |                                   |  |  |                                   |  |
| Elizabeth Drury                       |                                 | William Drury                    |                                          |  |  |       |  |  |                                   |  |  |                                   |  |
|                                       |                                 | Elizabeth Stafford               | William Stafford                         |  |  |       |  |  |                                   |  |  |                                   |  |
|                                       |                                 | Elizabeth Stafford               | William Stafford                         |  |  |       |  |  |                                   |  |  |                                   |  |
|                                       |                                 | Elizabeth Stafford               | Dorothy Stafford                         |  |  |       |  |  |                                   |  |  |                                   |  |
|                                       |                                 | Elizabeth Stafford               |                                          |  |  |       |  |  |                                   |  |  |                                   |  |